# Tricentra supercrocea
Tricentra supercrocea là một loài bướm đêm trong họ Geometridae.